# クリス・リッジウェイ
クリス・リッジウェイ（1993年7月6日 -）は、イギリスの男性プロレスラー。マージーサイド州リヴァプール市出身。

## 経歴

### NOAH
- 2019年5月にプロレスリング・ノアに初来日。熊野準とのタッグで、GLOBAL Jr. TAG  LEAGUE出場。その後もノアの合宿所に住み込みながら継続参戦する[3][4]。
- 同年6月、小川良成率いるスティンガーに加入。8月に原田大輔が保持していたIPW:UKジュニアヘビー級王座、12月にはHAYATA保持していたGHCジュニアヘビー級王座に挑戦するも、いずれも敗戦する[3][4]。
- 2020年1月30日の後楽園ホール大会以降は、新型コロナウィルス感染症の流行により、来日が不能になる[3]。
- 2022年4月29日の両国国技館大会で、プロレスリング・ノアに復帰。再びスティンガーのメンバーとして小峠篤司＆YO-HEYの持つGHCジュニアヘビー級タッグ王座に、小川良成と組んで挑戦し、勝利。同王座を初獲得する[3][5]。
- 2023年6月22日の後楽園ホール大会でYO-HEY&タダスケの持つジュニアヘビー級タッグ王座にダガと組んで挑戦、試合はダガがタダスケをギブアップさせ王座を獲得、リッジウェイとしては1年ぶりにタッグ王座に返り咲いた。2023年9月3日のエディオンアリーナ大阪大会で小峠篤司&Hi69の挑戦をダガがHi69をディアブロウイングスによるフォール勝ちで退き初防衛に成功。しかしその2日後の2023年9月5日に家庭の事情を理由にイギリスへ帰国することが発表され、それに伴いタッグ王座を返上した。後に母親の病気のための帰国だったことを自身のSNSで語られている。

### GLEAT
- 2024年8月21日、GLEAT後楽園ホール大会参戦のため来日。以降、レギュラー参戦している。

## 得意技
アンクル・ロック
ストレッチ・マフラー・ホールド
PK（ペナルティー・キック）
ジャーマンスープレックス
上記のアンクル・ロックで固めながら相手を立たせ片足が曲がった状態の相手に仕掛けるパターンを多用している。
パッケージ・ジャーマンスープレックスホールド

## タイトル歴
プロレスリング・ノア
- GHCジュニアヘビー級タッグ王座 （第50、57代 w /小川良成（第50代）、ダガ（第57代））

プログレス・レスリング
- プログレス王座（第17代）
- スーパー・ストロング・スタイル16 優勝（2022年）

その他
- TNTエクストリーム・ディビジョン
- WLGP
- FSWタッグ
- FNWブリティッシュ

## 入場テーマ曲
- 「equalizer」（作曲：清水アキト）- 現在使用